# Arvid Pardo

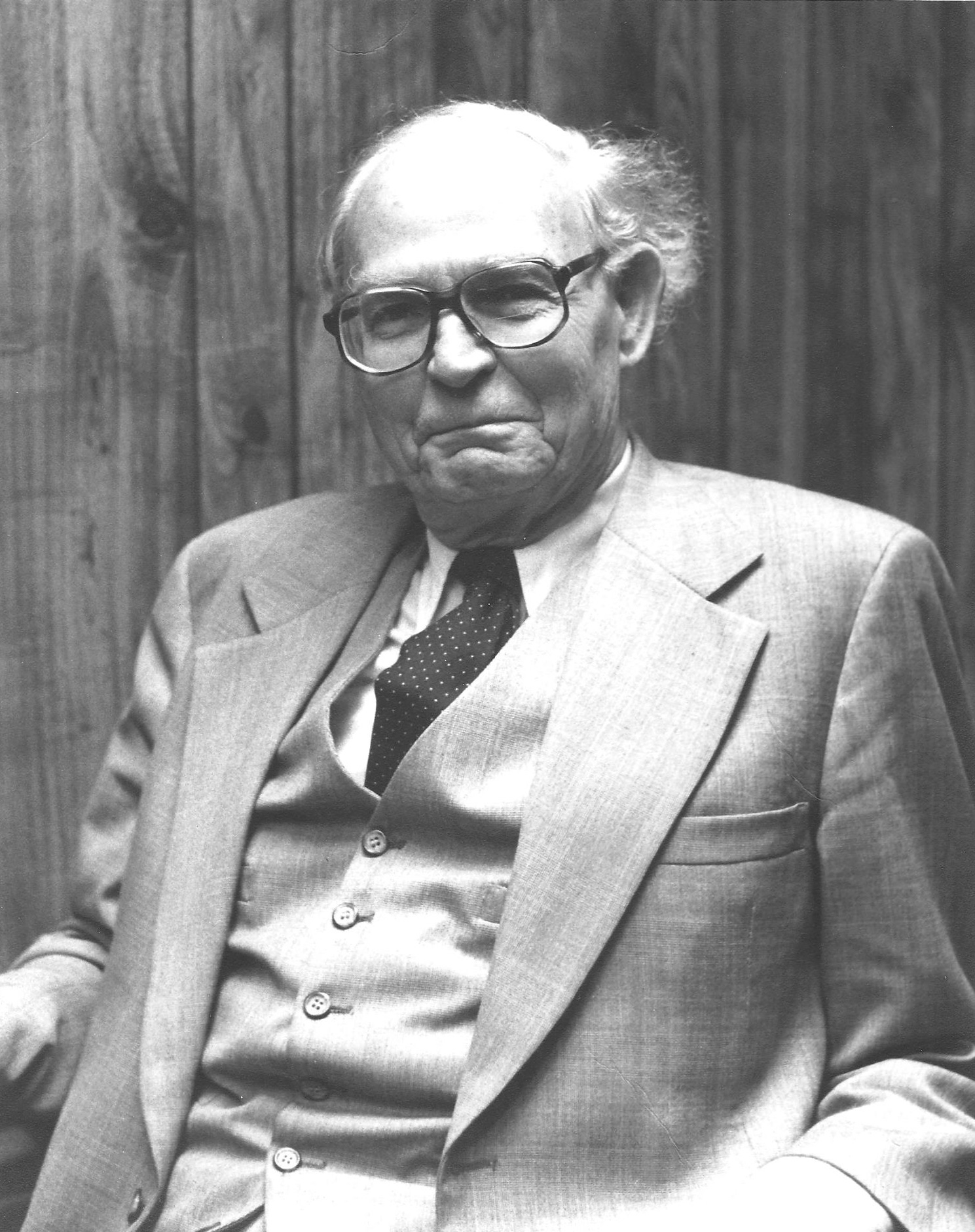
Arvid Pardo (1975)

Arvid Pardo (* 12. Februar 1914 in Rom, Italien; † 19. Juni 1999 in Seattle oder Houston, Vereinigte Staaten) war ein maltesischer Diplomat, Schulmeister und Universitätsprofessor. Er ist als der Begründer des Seerechtsübereinkommens bekannt.

## Familie
Sein aus Malta stammender Vater starb 1922 während einer Hilfsmission in der Sowjetunion an Typhus. Seine aus Schweden stammende Mutter erlag ein Jahr darauf während einer Appendektomie und sein Bruder starb bei einem Autounfall. Er wurde das Mündel seines Onkels, des italienischen Diplomaten Bernardo Attolico, der unter anderem Botschafter in Brasilien, der Sowjetunion, dem Dritten Reich und am Heiligen Stuhl war. Attolico schickte ihn auf die Schule am Collegio Mondragone in Frascati und der junge Pardo verbrachte seine Schulferien bei seinem Onkel.
Pardo sprach fließend italienisch, englisch, französisch, schwedisch und spanisch sowie ziemlich gut deutsch. Während der Vorkriegszeit hatte er in Rom Margit Claeson (1911–2010) kennengelernt, eine schwedische Textildesignerin, und 1947, nachdem er sich in Italien wieder eingelebt hatte, reiste er nach Schweden, um sie zu finden – die beiden hatten während des Krieges den Kontakt verloren –, und heiratete sie. Aus der Verbindung gingen drei Kinder hervor: Christina (* 1949), Lars (* 1950) und David (* 1951), die alle in Großbritannien aufgezogen wurden. In den USA lernte er 1967 Elisabeth Mann Borgese kennen, die als die Architektin des UN-Seerechtsabkommens von 1982 gilt und die seine Lebensgefährtin wurde.

## Ausbildung
Pardo erwarb 1938 einen Abschluss in diplomatischer Geschichte an der Universität in Tours, Frankreich, und 1939 einen Doktortitel an der Universität La Sapienza von Rom. Als der Zweite Weltkrieg begann, wurde er im politischen Widerstand gegen den Partito Nazionale Fascista aktiv und wurde deshalb 1940 verhaftet. Nach dem Sturz Benito Mussolinis wurde er im September 1943 freigegeben, aber von der Gestapo erneut verhaftet und in Berlin zum Tode verurteilt. Als die Rote Armee sich 1945 Berlin näherte, arrangierten schweizerische Diplomaten und das Internationale Komitee vom Roten Kreuz seine Freilassung. Nachdem die Sowjets Berlin erobert hatten, wurde Pardo erneut verhaftet und verhört. Als er wieder freigelassen wurde, überquerte er die Elbe, wo er Kontakt mit britischen und US-amerikanischen Truppen aufnahm. Er wurde nach London geschickt, wo er mittellos eintraf.

## Karriere bei den Vereinten Nationen
Zunächst arbeitete Pardo als Tellerwäscher und Kellner in einer Londoner Restaurantkette, bis er einen Freund seines Vaters ausfindig machte. David Owen war damals am Aufbau der Vereinten Nationen in London beteiligt. Owen stellte ihn als Assistenten in der Dokumentationsabteilung ein und trotz seines Doktortitels arbeitete Pardo 1945 und 1946 als einfacher Angestellter, der für das Archiv zuständig war. Dann diente er bis 1960 dem UN-Treuhandrat, als er in das Sekretariat des Technical Assistance Board (eine Vorgängerinstitution des United Nations Development Programme (UNDP)) eintrat. Hier hatte er die Stelle eines stellvertretenden Abgesandten in Nigeria und Ecuador inne. 1964 wurde er der erste ständige UN-Botschafter Maltas, das gerade seine Unabhängigkeit erlangt hatte.
Eine bleibende Errungenschaft von Pardos Amtszeit als UN-Botschafter, die 1971 nach der Rückkehr von Dom Mintoff ins Amt endete, ist seine Arbeit bei der Reform des Seerechts. Am 1. November 1967 hielt er eine weithin beachtete Rede vor der Generalversammlung der Vereinten Nationen und forderte internationale Regeln, um die Sicherheit und den Frieden auf See zu gewährleisten sowie der weiteren Verschmutzung vorzubeugen und die Ressourcen der Ozeane zu schützen. Von ihm stammt der Satz, dass die Meere einen Teil des „gemeinsamen Erbes der Menschheit“ darstellen, der einen Teil des Artikels 136 der Seerechtskonvention der Vereinten Nationen bildet, und die Forderung, dass ein Teil des Reichtums des Meeresbodens zur Finanzierung eines Fonds genutzt werden sollte, um die Schere zwischen armen und reichen Nationen zu schließen. Es war Pardo, der den Anstoß zu dem fünfzehn Jahre dauernden Prozess gab, der seinen Höhepunkt erreichte, als 1982 die Unterzeichnung der Konvention anlief, und in den Anfangsjahren warb er um Unterstützung. Die nahezu einstimmige Annahme der Resolution 2749 der UN-Generalversammlung am 17. Dezember 1970 war sein Verdienst. Diese Resolution beinhaltet Prinzipien über die Meere und ihre Ressourcen, die später Teil der Konvention wurden. Pardo war allerdings am Ende unglücklich darüber, dass die Schlussfassung eine ausschließliche Wirtschaftszone vorsah und beklagte, dass das allgemeine Erbe der Menschheit auf „ein paar Fische und ein bisschen Seegras“ reduziert worden war.
Von 1967 bis 1971 war Pardo auch der Botschafter Maltas in den Vereinigten Staaten und von 1969 an auch Abgesandter für Kanada. Er war der Repräsentant Maltas in der Vorbereitungskommission zur Seerechtskonferenz 1972 und führte die maltesische Delegation im UN Seabed Committee von 1971 bis 1973. Von 1972 bis 1975 war Pardo Koordinator des ozeanischen Studienprogrammes am Woodrow Wilson International Center for Scholars in Washington. Von 1975 bis 1990 lehrte er an der University of Southern California in Los Angeles zunächst Politikwissenschaften (bis 1981) und dann Internationale Beziehungen (1981–1990).
Pardo wurde 1992 zum Ritter des Malteserorden geschlagen. Er lebte bis zu seinem Tod in den Vereinigten Staaten, wo er 1999 in Seattle starb; andere Quellen geben jedoch an, dass er in Houston lebte und starb.